# Брандуарди, Джампьеро
Джампье́ро Брандуа́рди (итал. Giampiero Branduardi, род. 28 августа 1936, Милан) — итальянский хоккеист, левый нападающий. Участник зимних Олимпийских игр 1956 и 1964 годов.

## Биография
Джампьеро Брандуарди родился 28 августа 1936 года в итальянском городе Милан.
Играл в хоккей с шайбой за миланские «Милан-Интер» (1953—1958), «Дьяволи» (1958—1969) и «Дьяволи Россонери» (1971—1972). Четыре раза становился чемпионом Италии: трижды с «Миланом-Интером» (1954—1955, 1958), один раз с «Дьяволи» (1960). Дважды побеждал в Кубке Шпенглера в составе «Милана-Интера» (1961—1962).
В 1956 году вошёл в состав сборной Италии по хоккею с шайбой на зимних Олимпийских играх в Кортина-д’Ампеццо, занявшей 7-е место. Играл на позиции нападающего, провёл 6 матчей, шайб не забрасывал.
В 1959 году участвовал в чемпионате мира в Праге. Провёл 8 матчей, забросил 3 шайбы (по одной в ворота сборных ФРГ, Норвегии и ГДР).
В 1964 году вошёл в состав сборной Италии по хоккею с шайбой на зимних Олимпийских играх в Инсбруке, занявшей 15-е место. Играл на позиции нападающего, провёл 7 матчей, забросил 2 шайбы (по одной в ворота сборных Австрии и Японии).
Тройку нападения, в которой играли Брандуарди, Джанкарло Агацци и Тино Кротти, называли «A-B-C» по первым буквам фамилий.